# Neil McCarthy (acteur)
Pour les articles homonymes, voir Neil McCarthy.
Neil McCarthy (26 juillet 1932 - 6 février 1985) est un acteur britannique connu pour son apparence physique particulière causée par l'acromégalie. 

## Biographie
Fils d'un dentiste, Neil McCarthy naît à Spalding dans le comté de Lincolnshire. Élève de Stamford School il poursuit ses études au Trinity College de Dublin. Il se produit entre autres à Oxford repertory theatre et au théâtres West End. À l'écran il tient quelques rôles mémorables comme le soldat John Thomas dans le drame Zoulou de Cy Endfield (1964)), le sergent Jock McPherson dans Quand les aigles attaquent de Brian G. Hutton (1968), Gates dans la série Prince noir de Ted Willis (1972-1974), Calibos dans Le Choc des Titans de Desmond Davis (1981).
Neil McCarthy est mort de sclérose latérale amyotrophique à Fordingbridge, Hampshire, le 6 février 1985 à l'âge de 52 ans.

## Filmographie

### Cinéma
- 1959 : Breakout : Chandler's henchman (non crédité)
- 1960 : Les Criminels : O'Hara
- 1960 : Sands of the Desert : Hassan
- 1961 : Un traître à Scotland Yard (Offbeat) de Cliff Owen : Leo Farrell
- 1962 : Solo for Sparrow : Dusty
- 1962 : The Pot Carriers : Bracket
- 1962 : We Joined the Navy : Sergent
- 1963 : The Cracksman : Van Gogh
- 1964 : Zoulou : soldat John Thomas
- 1965 : La Colline des hommes perdus : Burton
- 1965 : Two Left Feet : Ted (non crédité)
- 1967 : The Cuckoo Patrol : Superman No.2
- 1968 : Opération fric : Mr. Docherty
- 1968 : Quand les aigles attaquent : Sgt. Jock MacPherson
- 1972 : Sentimentalement vôtre : Parkinson
- 1973 : Steptoe and Son Ride Again : Lennie
- 1973 : The Zoo Robbery : Skipper
- 1975 : Sept Hommes à l'aube : Man at Quarry (non crédité)
- 1975 : Side by Side
- 1976 : A Dirty Knight's Work : Ben Willoughby
- 1976 : Fern, the Red Deer : Poacher
- 1976 : The Incredible Sarah : Sergent
- 1980 : George and Mildred : Eddie
- 1981 : Bandits, bandits : 2e voleur
- 1981 : Le Choc des Titans : Calibos
- 1981 : Le Club des monstres : Watson - B-Squad Member

### Courts-métrages
- 1961 : The Wakefield Shepherd's Play
- 1968 : Project Z

### Télévision

#### Séries télévisées
- 1958 : BBC Sunday-Night Theatre : Dennis
- 1958 : The Mad O'Haras : Steve Farrelly
- 1959 : Dial 999 : Kemp
- 1959 : ITV Play of the Week : Watty
- 1959 : Love and Mr Lewisham : Mr. Smithers
- 1959 : Television Playwright : Tank Commander
- 1960 : Barnaby Rudge : Hugh
- 1960 : International Detective : Studs Lubeck
- 1960 : Maigret : Henri Trochu
- 1960-1962 : BBC Sunday-Night Play : Perry / Tommo / Schneider
- 1961 : Destination Danger : Skipper
- 1961 : Doctor Knock : 2nd Countryman
- 1961 : Echo Four Two : Birdie Martin
- 1961-1969 : Chapeau melon et bottes de cuir : Rasker / Carl / Bart
- 1962 : Barbara in Black : Cobley
- 1962 : Ghost Squad (en)
- 1962 : Man of the World : Casey
- 1962 : Silent Evidence : Harry Maxwell
- 1962 : The Edgar Wallace Mystery Theatre : Dusty
- 1962-1963 : Suspense : Lenny / Carver
- 1963 : Comedy Four : Nigel
- 1963 : First Night : Tom
- 1963 : The Third Man : Arnhem
- 1963 : The Young Detectives : Hammer Harris
- 1963-1977 : Z-Cars : Punchy / Barney Crane / Basil Tucker / ...
- 1964 : Catch Hand : Mike
- 1964-1965 : Le Saint : Alec Hunter / Jim Morgen
- 1964-1965 : The Wednesday Play : Black / PC Miller
- 1965 : No Hiding Place : Archie / Ben Harris
- 1965 : Summer Comedy Hour : P.C. Noah Topping
- 1965 : Theatre 625 : Uwe Sievers
- 1965-1966 : Dixon of Dock Green : Terence Goddard / Frankie Clark
- 1967 : For Schools and Colleges: Drama : Policier
- 1967 : Great Expectations : Joe Gargery
- 1968 : ITV Playhouse : The quiet man
- 1969 : Mon ami le fantôme : Griggs
- 1970 : Catweazle : Sam Woodyard
- 1970 : Département S : Quince
- 1970 : Tales of Unease : Eric
- 1971 : Albert and Victoria : Barnes
- 1971 : BBC Play of the Month : Osip, bandit
- 1971 : Play for Today : Eddie Gosse
- 1971 : The View from Daniel Pike : Phelim
- 1971-1979 : Docteur Who : Barnham / Thawn
- 1972 : Jason King : Tredgett
- 1972 : My Wife Next Door : Roland Warner
- 1972 : Pretenders : Henschell
- 1972 : The Hole in the Wall : Dan Ogle
- 1973 : Freewheelers : Crouch
- 1973 : Prince noir : Gates
- 1973 : Some Mothers Do 'Ave 'Em : Bedford
- 1973 : The Rivals of Sherlock Holmes : Anderson
- 1974 : Softly Softly: Task Force : George Churchman
- 1974 : The Nine Tailors : Will Thoday
- 1974-1975 : Sykes (en) : Jack Tatterswhite / Crane Driver
- 1975 : Churchill's People : Thomas Rush
- 1975 : Crown Court : Robert Markham
- 1975 : Dawson's Weekly : Patient
- 1976 : A Little Bit of Wisdom : Alec Potter
- 1976 : Cilla's World of Comedy : Frank Gallagher
- 1976 : Les Fantômes du château : Professeur Pogmore
- 1977 : Leap in the Dark : Mr. McDonald
- 1977 : Who Pays the Ferryman? : Babis Spiridakis
- 1978 : Le Retour du Saint : Bradley
- 1979 : A Sharp Intake of Breath : Sgt. Mallins
- 1979 : The Boy Merlin : Vortigern
- 1979 : The Other One : Man in pub
- 1980 : Emmerdale Farm : Enoch Tolly
- 1980 : Enemy at the Door : Walter Nicolle
- 1980 : Keep It in the Family : Sidney
- 1980 : Les Professionnels : Sam Armitage
- 1980 : Shogun : Spillbergen
- 1980 : The Two Ronnies : Deidre Collingwood
- 1981 : Get Lost! : Herbert Doyle
- 1981 : Sorry I'm a Stranger Here Myself : Client
- 1981 : The Gentle Touch : Ralph Burwell
- 1982 : Nancy Astor : Reverend Neve
- 1982 : Only When I Laugh : Harry

#### Téléfilms
- 1959 : Clash by Night : Joe Doyle
- 1959 : The Vagrant Heart : Johnny Muswell
- 1959 : Who, Me? : Len Adams
- 1964 : House of Glass : Gardesman Pollock
- 1972 : Cosmo and Thingy : Chief
- 1973 : And All Who Sail in Her : Joe
- 1978 : The Thief of Baghdad : Jaudur's Aide
- 1979 : Measure for Measure : Abhorson
- 1980 : Shogun : Spillbergen
- 1982 : Russian Night... 1941 : Shopkeeper